# Cartouche Doré
Pour les articles homonymes, voir Doré.
 (mars 2015).
 (août 2018).
Si vous disposez d'ouvrages ou d'articles de référence ou si vous connaissez des sites web de qualité traitant du thème abordé ici, merci de compléter l'article en donnant les références utiles à sa vérifiabilité et en les liant à la section « Notes et références ».
Cartouche Doré est une patrouille acrobatique de l'Armée de l'air française fondée en avril 1989 et dissoute le 24 novembre 2016.
Composée de trois avions TB 30 Epsilon, elle était basée à l'École de pilotage de l'Armée de l'air (EPAA) située sur la base aérienne 709 Cognac-Châteaubernard en Nouvelle-Aquitaine. 
Elle est parfois surnommée « la petite sœur » de la Patrouille de France.

## Historique
La patrouille Cartouche Doré est apparue pour la première fois le 2 juin 1989 sur la base aérienne 709 de Cognac alors que les TB 30 Epsilon de l'Armée de l'air fêtent leurs 100 000 heures de vol. Ces appareils sont en service à l'École de pilotage de l'Armée de l'air (EPAA) entre 1984 et 2019, en remplacement du CM170 Fouga Magister.
À cette occasion, les lieutenants Paul-Guy Maneval, Dominique Crochard et Albert Pouzoulet forment une patrouille. Leurs 3 TB 30 Epsilon sont noirs et or. « Cartouche » est l'indicatif radio de leur escadron, l'EFMS (escadron de formation des moniteurs et de standardisation) et « Doré » était un des indicatifs des patrouilles de cet escadron, cet indicatif radio restera et deviendra leur nom de baptême : « Cartouche Doré ». Cette formation est vouée à une carrière éphémère, puisque créée pour la circonstance en avril 1989. Le succès est tel que dès son retour en coulisses, un « bis » lui est demandé à l'occasion du baptême des promotions à la BA 701 de Salon-de-Provence.

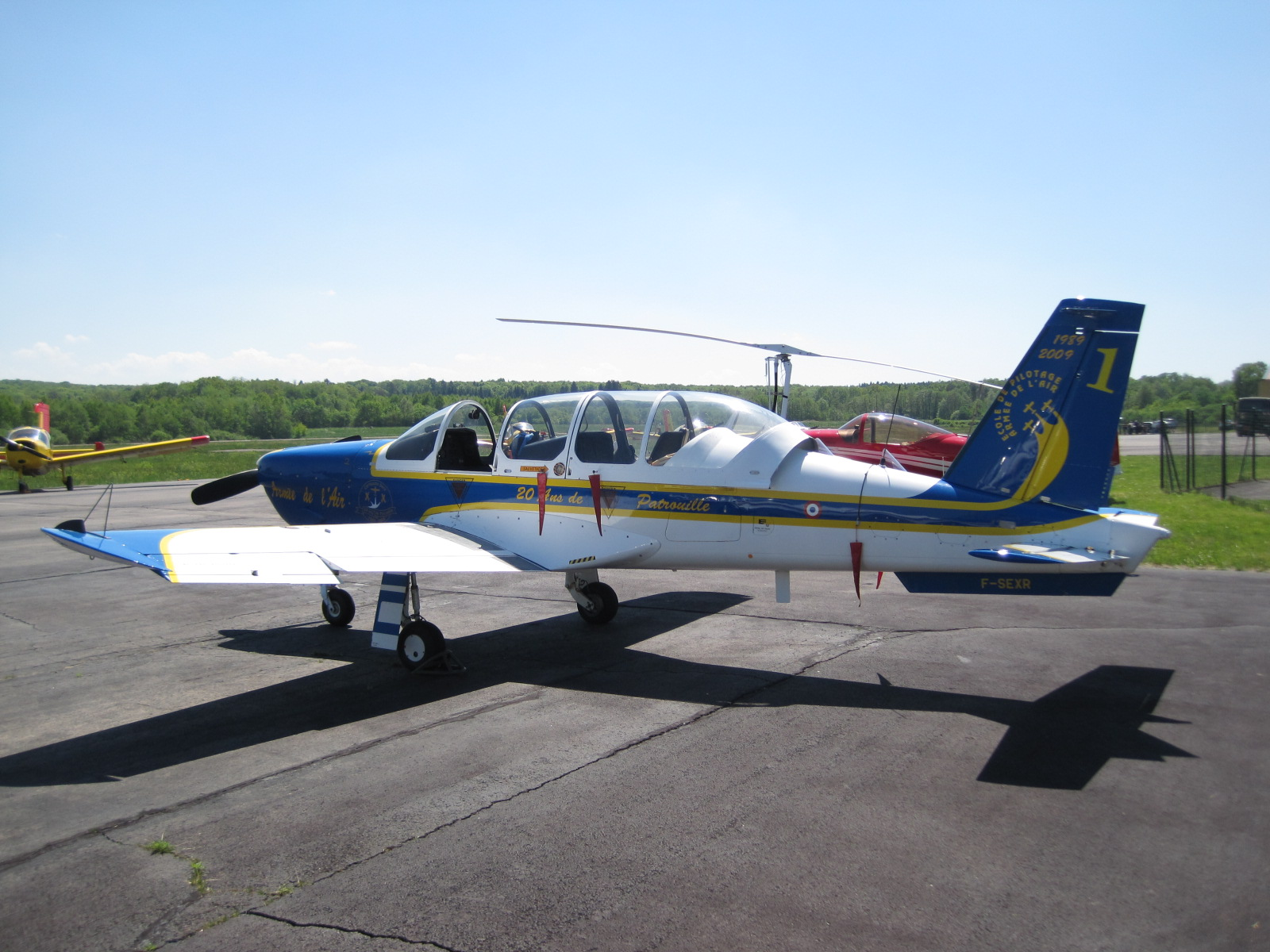
Ancienne livrée (avant 2011).

Les présentations officielles se succèdent, à raison d'une douzaine par an, sur des appareils dépourvus de marquage particulier. En 1994, pour les cérémonies commémoratives du 50e anniversaire du débarquement de Normandie, la patrouille se produit dans la livrée blanche et bleue surlignée de jaune qu'elle porta jusqu'en 2011. En 1995, elle est promue équipe officielle de l'Armée de l'air. Le 20 septembre 1996, la patrouille réalise sa 100e présentation au cours du meeting d'Ancenis.
En 2004, la patrouille fête ses 15 ans et l'Epsilon ses 20 ans de service. À cette occasion, la livrée des appareils est légèrement modifiée en appliquant la phrase « 15 ans de patrouille » sur le côté des appareils. Cette même année est marquée par le deuil lorsque le lieutenant Christophe Farnier, qui venait d'achever sa formation d'ailier, perd la vie lors d'un accident au cours d'une mission d'instruction ; la saison 2004 lui est dédiée.
Le 14 mars 2007, aux alentours des 11 h 30, un TB 30 Epsilon de la patrouille Cartouche Doré de la base aérienne de Cognac s’écrase lors d’un vol d’entraînement, provoquant le décès du Lieutenant Xavier Chavarot.
En juin 2009, la patrouille totalise 450 représentations en vol et célèbre ses 20 ans. Fin 2011, elle adopte une nouvelle livrée bleue, argent et or. Le programme annuel comprend une trentaine de meetings.
La patrouille Cartouche Doré fête ses 25 ans en 2014 et effectue sa dernière représentation publique le 23 octobre 2016,. 
Le 24 novembre 2016, elle est mise en sommeil définitif lors d'une cérémonie sur la base aérienne 709 de Cognac.

## Pilotes
Les pilotes sont tous pilotes de chasse. Ils possèdent la qualification minimum de « sous-chef de patrouille » ou « sous-chef moniteur » et sont affectés à l'École de pilotage de l'Armée de l'air (EPAA) en tant qu'instructeurs-pilotes. Ils participent, en plus des représentations aériennes, à la formation des futurs pilotes de combat ou de transport.
L'équipe est composée de 5 pilotes de combat instructeurs :
- 1 leader ;
- 2 équipiers droit ;
- 2 équipiers gauche.

La présence de 2 équipiers par « poste » permet de limiter la fatigue lors de la période estivale en effectuant une rotation. Le leader, quant à lui, effectue la totalité des missions pour ne pas déstabiliser les équipiers, qui sont familiarisés avec la voix et les habitudes de vol du leader durant la période hivernale.

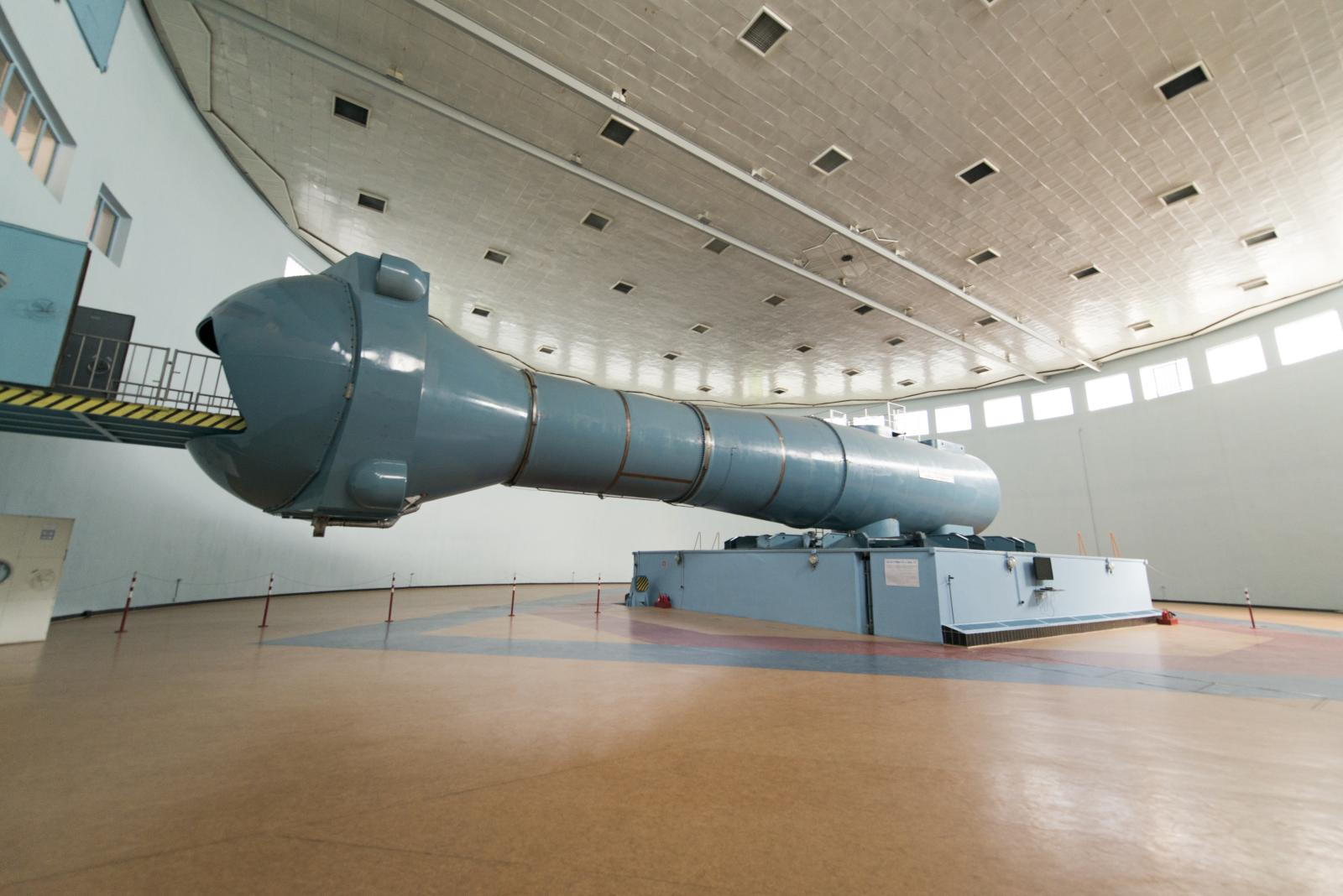
Exemple de centrifugeuse utilisée pour l'entraînement des pilotes au facteur de charge.

Ces pilotes sont recrutés par des vols de sélection, des entretiens psychologiques et avec les plus anciens membres de l'équipe.
Ils effectuent un stage obligatoire dans une centrifugeuse pour travailler les manœuvres de résistance au facteur de charge, car ils ne portent pas de pantalons anti-G pendant les vols. Un stage de voltige en très basse altitude est effectué au sein de l’Équipe de voltige de l'Armée de l'air (EVAA), de façon à les accoutumer aux acrobaties près du sol. Une fois ces stages effectués, les pilotes débutent une formation de cinq mois, accompagnés par des pilotes issus de la patrouille. Ainsi, les aînés participent aux vols des apprenants pour leur transmettre leur savoir-faire.
1 ou 2 pilotes sont remplacés tous les 2 ou 3 ans de façon aléatoire. Tous les pilotes ne sont pas remplacés en même temps pour garder une expérience suffisante au sein de l'équipe.

## Aspect technique et entraînement
La démonstration peut sembler un peu moins dynamique qu'une démonstration sur réacteur. Elle est pourtant extrêmement technique à cause de l'avion. L'appareil est peu motorisé (300 ch) et les pilotes le poussent à la limite de son domaine de vol pour permettre une présentation assez rare sur ce type d'aéronef. 
Les avions sont séparés de 2 mètres au maximum lors des évolutions dites « en formation » et se rapprochent même à 1,5 mètres lors du célèbre passage en « Public Colonne ». Cette figure fait la réputation de la technicité des pilotes de la patrouille, car les trois appareils évoluent très rapprochés, apparaissant comme empilés les uns sur les autres tout en effectuant des manoeuvres techniques comme des virages renversés. C'est la seule patrouille à effectuer ce type de passage sur ce genre d'avion.
Le TB-30 Epsilon utilisé par l'équipe n'est pas équipé de fumigène, ce qui augmente la difficulté pour les pilotes lors des séparations pour affiner les trajectoires. D'autres techniques sont utilisées, mais n'ont jamais été dévoilées.
5 mois, à raison de 2 vols par jour de 45 minutes chacun, sont nécessaires pour former un pilote, qu'il soit en position d'équipier ou de leader. Les pilotes suivent une progression sportive intense à raison d'1 heure minimum par jour, encadrée par un moniteur de sport spécialisé. Des séances de sophrologie sont également mises en place depuis 2013 pour parvenir à maîtriser la fatigue et le stress subi.
Les disciplines sportives pratiquées se concentrent essentiellement sur le renforcement musculaire pour mieux supporter le facteur de charge durant les manœuvres et sur le cardio-training pour augmenter l'endurance du corps. 

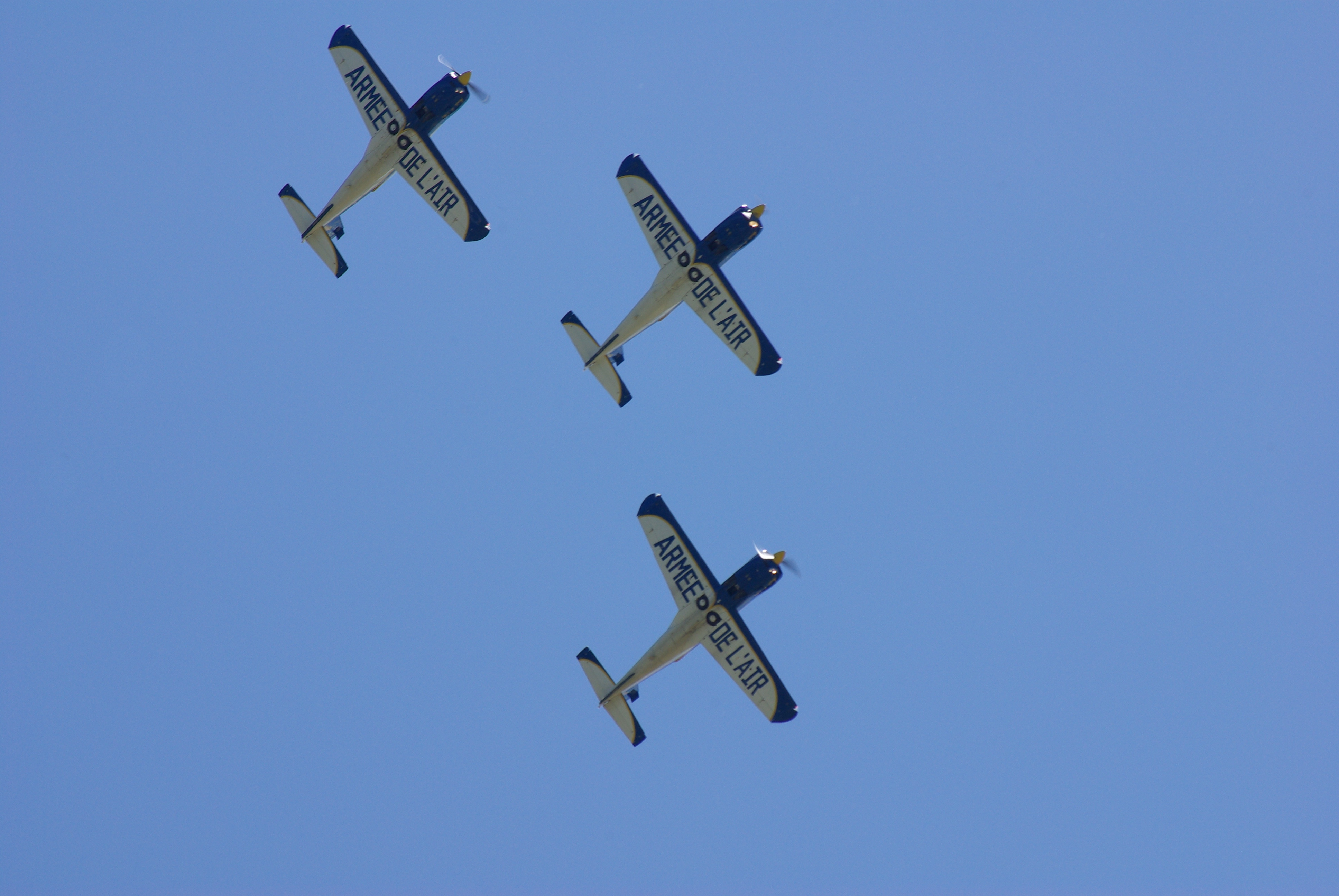
Passage en formation « Chevron » avec l'ancienne livrée (avant 2011). Avions séparés de 2 mètres.

Une démonstration dure 17 minutes environ, pendant lesquelles le pilote encaisse plusieurs fois 6,5 G, le tout avec un équipement de protection assez lourd (parachute, casque, combinaison et gants ignifugés). L'Epsilon ne possédant pas de système de climatisation alors qu’il est recouvert d'une verrière qui crée un effet de serre, la température à l'intérieur de l'avion atteint régulièrement les 45 °C.
La seule ventilation disponible est une prise d'air NACA sur le flanc droit de l'avion, qui fonctionne uniquement en vol lorsque l'avion possède une vitesse suffisante. Ce système est proche du moteur et souffle donc un air chaud, seul moyen de « refroidir » l’atmosphère du cockpit. C'est la raison pour laquelle les pilotes entrouvrent la verrière lors des phases de roulage ou d'attente au sol et positionnent leurs mains en forme d'écope à l’extérieur du cockpit pour apporter de l'air un peu plus frais, soufflé par l'hélice (visible sur photos ou lors de meetings).
Un pilote perd près d'1,5 litres d'eau lors d'un vol de démonstration estival de 17 min.

## Rôle
Le rôle de la Patrouille Cartouche Doré est de démontrer le haut savoir-faire technique des instructeurs de l'École de pilotage de l'Armée de l'air (EPAA) et ainsi de mettre en valeur la qualité de formation des pilotes militaires français dispensée dans les écoles de l'Armée de l'air.
L’intérêt de voler sur un avion à piston par rapport aux Alphajets de la Patrouille de France est de pouvoir se poser sur des terrains beaucoup plus sommaires (pistes en herbes et piste relativement courtes), ce qui permet d'étendre le rayon d'action de la représentation de l'Armée de l'air pour un coût relativement faible.

## Public
La Patrouille Cartouche Doré est moins médiatisée que sa grande sœur, la Patrouille de France. Elle reste pourtant appréciée en France par le public averti grâce à la proximité des pilotes qui la composent avec le public et leur simplicité. Elle possède une page Facebook avec plusieurs milliers d'internautes qui la suivent régulièrement.
Lors des représentations, les pilotes distribuent et signent des posters donnés à titre gratuit au public composé d'enfants et d'adultes.

## Sources
- Plaquettes de présentation de 2007 à 2014 de la patrouille
- Site officiel et page Facebook de la patrouille
- Site officiel de l'Armée de l'Air
- Données recueillies auprès des pilotes de la patrouille